# Tereza Seiblitz

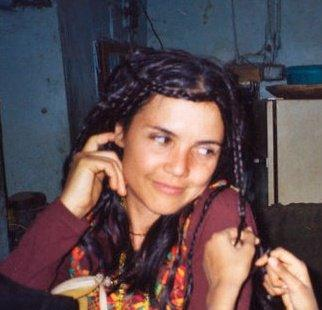
Tereza Seiblitz

Ana Tereza Milanez de Lossio e Seiblitz (Río de Janeiro, 29 de junio de 1964), más conocida como Teresa Seiblitz, es una actriz brasileña.
Participó en una serie brasileña, Malhação, de Rede Globo, en 2002. Fue protagonista de la telenovela brasileña Explode Coração, de Glória Pérez, en 1995, al lado del actor brasileño Edson Celulari. Actualmente, interpreta al personaje Lígia Salgado, en la versión brasileña de Desperate Housewives, Donas de Casa Desesperadas.
Estuvo casada con el director de cine Luís Fernando Carvalho, con quien tiene un hijo llamado Vittório, nacido en 2001. Tiene una hija con el actor André Gonçalves, Manuela, nacida en 1998. Vive casada actualmente con el músico Kiko Horta y junto con él tiene un hijo, Juliano, nacido en 2006.
- Datos: Q7702219
- Multimedia: Tereza Seiblitz / Q7702219